# Goya/Bester Ton

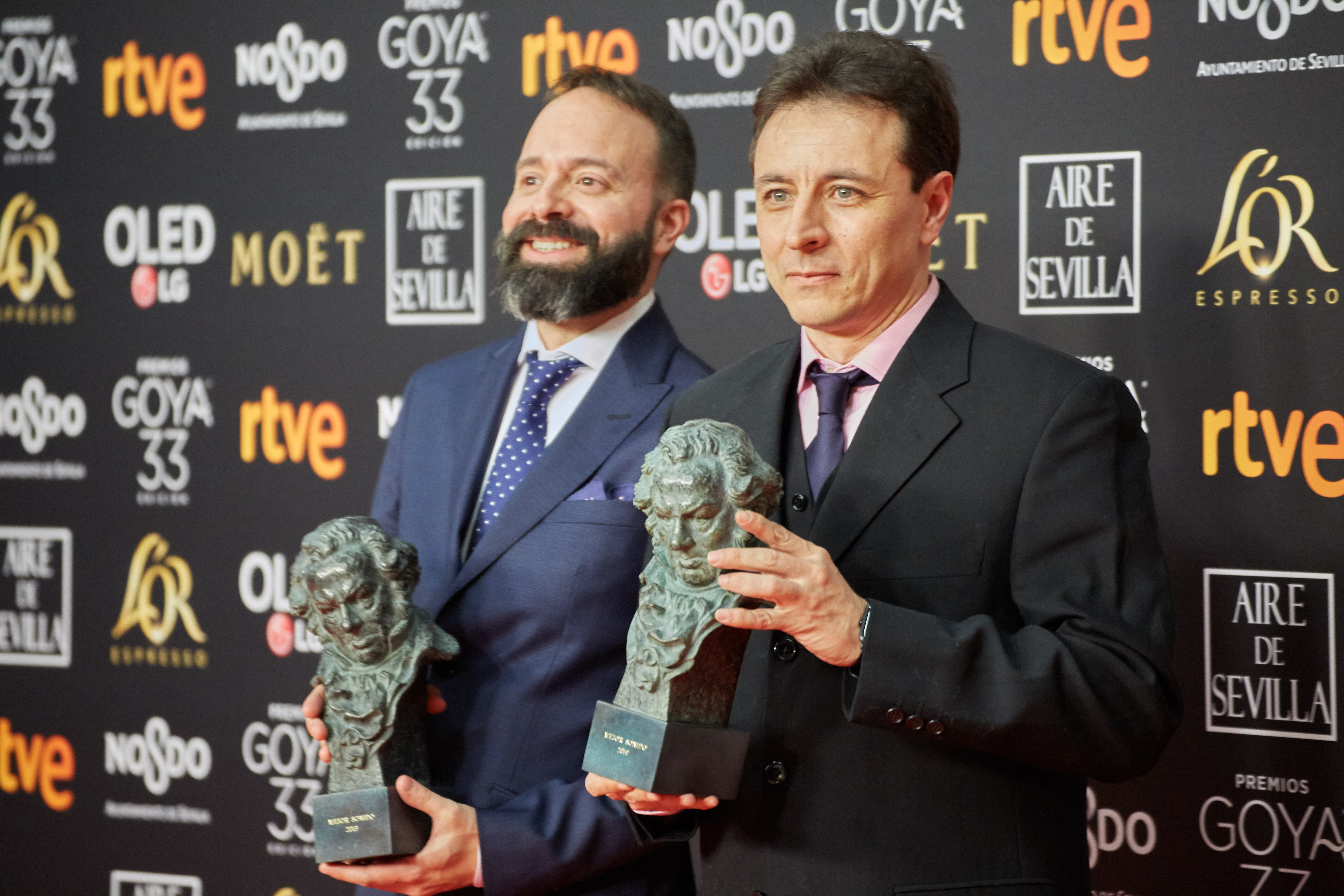
Die Preisträger von 2019: Roberto Fernández und Alfonso Raposo

Gewinner und Nominierte für den spanischen Filmpreis Goya in der Kategorie Bester Ton (Mejor sonido) seit der ersten Verleihung im Jahr 1987. Ausgezeichnet werden die besten Tonleute einheimischer Filmproduktionen (auch spanische Koproduktionen) des jeweils vergangenen Jahres.
| Statistik                          | Name                 | Anzahl | Jahr                                                                                                |
| ---------------------------------- | -------------------- | ------ | --------------------------------------------------------------------------------------------------- |
| Häufigste Auszeichnungen           | Gilles Ortion        | 8      | 1991, 1992, 1993, 1994, 1995, 1996, 1998, 2003                                                      |
| Häufigste Auszeichnungen           | Marc Orts            | 7      | 2008, 2011, 2013, 2015, 2017, 2022, 2024                                                            |
| Häufigste Auszeichnungen           | Alfonso Pino         | 7      | 1991, 1997, 1998, 1999, 2003, 2004, 2006                                                            |
| Häufigste Nominierungen (* = Sieg) | Marc Orts            | 17     | 2003, 2008*, 2010, 2011*, 2012 (3×), 2013*, 2015*, 2016, 2017*, 2020, 2022* (2×), 2023, 2024*, 2025 |
| Häufigste Nominierungen (* = Sieg) | Carlos Faruolo       | 16     | 1987, 1988, 1989*, 1990 (2×), 1992, 1994, 1996, 1997 (2×), 1999*, 2000 (2×), 2008, 2010*, 2014      |
| Häufigste Nominierungen (* = Sieg) | Pelayo Gutiérrez     | 15     | 2002, 2003*, 2004*, 2006*, 2010, 2011, 2012, 2013, 2014, 2015, 2018, 2019, 2020, 2022, 2023         |
| Häufigste Nominierungen (* = Sieg) | Gilles Ortion        | 15     | 1989 (2×), 1990 (2×), 1991*, 1992*, 1993*, 1994*, 1995* (3×), 1996*, 1998*, 2001, 2003*             |
| Häufigste Nominierungen (* = Sieg) | Alfonso Pino         | 15     | 1987 (2×), 1991*, 1993, 1997*, 1998*, 1999*, 2000, 2002, 2003* (2×), 2004* (2×), 2006*, 2008        |
| Häufigste Nominierungen (* = Sieg) | Nacho Royo-Villanova | 15     | 2002, 2004, 2005, 2010, 2011, 2012*, 2013 (2×), 2014, 2015, 2017, 2020*, 2021 (2×), 2025            |
| Häufigste Nominierungen ohne Sieg  | Eduardo Fernández    | 4      | 1990 (2×), 1991, 1998                                                                               |
| Häufigste Nominierungen ohne Sieg  | Iván Marín           | 4      | 2008, 2012, 2022, 2024                                                                              |

Die unten aufgeführten Filme werden mit ihrem deutschen Verleihtitel (sofern vorhanden) angegeben, danach folgt in Klammern in kursiver Schrift der spanische Originaltitel.

## 1980er Jahre
1987
Bernardo Menz und Enrique Molinero – Werthers unglückliche Liebe (Werther)
- Carlos Faruolo und Alfonso Pino – El hermano bastardo de Dios
- Alfonso Pino und José María Bloch – Luna de agosto

1988
Miguel Ángel Polo und Enrique Molinero – Divinas palabras
- Carlos Faruolo und Enrique Molinero – El pecador impecable
- Bernardo Menz und Enrique Molinero – El bosque animado

1989
Carlos Faruolo und Enrique Molinero – Berlín Blues (Berlín Blues)
- Daniel Goldstein und Ricardo Steinberg – Pasodoble
- Daniel Goldstein und Ricardo Steinberg – Remando al viento
- Gilles Ortion – El Dorado – Gier nach Gold (El Dorado)
- Gilles Ortion – Frauen am Rande des Nervenzusammenbruchs (Mujeres al borde de un ataque de nervios)

## 1990er Jahre
1990
Antonio Bloch, Francisco Peramos und Manuel Cora – Montoyas y Tarantos
- Pablo Blanco, Eduardo Fernández und Georges Prat – Twisted Obsession (El sueño del mono loco)
- Carlos Faruolo und Enrique Molinero – Amanece, que no es poco
- Eduardo Fernández und Gilles Ortion – El mar y el tiempo
- Gilles Ortion und Carlos Faruolo – La noche oscura
- Miguel Ángel Polo und Enrique Molinero – Bajarse al moro

1991
Gilles Ortion und Alfonso Pino – Ay Carmela! – Lied der Freiheit (¡Ay, Carmela!)
- Eduardo Fernández und Pierre Lorrain – Briefe von Alou (Las cartas de Alou)
- Daniel Goldstein und Ricardo Steinberg – Fessle mich! (¡Átame!)

1992
Gilles Ortion und Ricard Casals – Der verblüffte König (El rey pasmado)
- Manuel Cora, Carlos Faruolo und Alberto Herena – Beltenebros
- Jean-Paul Mugel – High Heels (Tacones lejanos)

1993
Julio Recuero, Gilles Ortion, Enrique Molinero und José A. Bermúdez – Orquesta Club Virginia
- Ricard Casals und Miguel Rejas – Jamon Jamon (Jamón, jamón)
- Alfonso Pino und Georges Prat – Belle Epoque (Belle epoque)

1994
Gilles Ortion, Daniel Goldstein, Manuel Cora, Alberto Herena und Enrique Quintana – Todos a la cárcel
- Carlos Faruolo – El pájaro de la felicidad
- Jean-Paul Mugel und Graham V. Hartstone – Kika

1995
Gilles Ortion, José Antonio Bermúdez, Carlos Garrido und Polo Aledo – Los peores años de nuestra vida
- Gilles Ortion und Ricard Casals – Im Sog der Leidenschaft (La pasión turca)
- Gilles Ortion und John Hayward – Deine Zeit läuft ab, Killer (Días contados)

1996
Miguel Rejas, Gilles Ortion, José Antonio Bermúdez, Carlos Garrido und Ray Gillon – El día de la bestia
- Graham V. Hartstone und Bernardo Menz – Mein blühendes Geheimnis (La flor de mi secreto)
- Carlos Faruolo, James Muñoz und Brian Saunders – Boca A Boca (Boca a boca)

1997
Daniel Goldstein, Ricardo Steinberg und Alfonso Pino – Tesis – Der Snuff-Film (Tesis)
- Carlos Faruolo, Ray Gillon und Antonio Bloch – El perro del hortelano
- Carlos Faruolo, Ray Gillon und Ricard Casals – Libertarias

1998
Gilles Ortion, Alfonso Pino und Bela María Da Costa – Geheimnisse des Herzens (Secretos del corazón)
- Eduardo Fernández, Daniel Goldstein und Ricardo Steinberg – El tiempo de la felicidad
- Ángel Gallardo, Carlos Garrido, Daniel Goldstein und Ricardo Steinberg – Martín (Hache)

1999
Jorge Stavropulos, Carlos Faruolo und Alfonso Pino – Tango
- José Antonio Bermúdez, Antonio García und Diego Garrido – El abuelo
- Patrick Ghislain, Daniel Goldstein und Ricardo Steinberg – Virtual Nightmare – Open Your Eyes (Abre los ojos)
- Dominique Hennequin, Santiago Thévenet und Pierre Gamet – Das Mädchen deiner Träume (La niña de tus ojos)
- José Vinader – Los años bárbaros

## 2000er Jahre
2000
José Antonio Bermúdez, Diego Garrido und Miguel Rejas – Alles über meine Mutter (Todo sobre mi madre)
- Carlos Faruolo, Patrick Ghislain und Jorge Marín – Solas
- Carlos Faruolo, Jaime Fernández, Alfonso Pino und Alfonso Raposo – Goya (Goya en Burdeos)
- Patrick Ghislain, Daniel Goldstein und Ricardo Steinberg – La lengua de las mariposas

2001
Thom Cadley, Martin Gamet, Pierre Gamet, Dominique Hennequin, Mark Wilder und Marisa Hernández – Calle 54
- Sergio Bürmann, Jaime Fernández, Daniel Goldstein und Ricardo Steinberg – El bola
- Enrique Domínguez und José Vinader – Allein unter Nachbarn – La comunidad (La comunidad)
- Ray Gillon, James Muñoz und Gilles Ortion – Plenilunio

2002
Tim Cavagin, Daniel Goldstein, Alfonso Raposo und Ricardo Steinberg – The Others
- Polo Aledo, Agustín Peinado, Alfonso Pino und Santiago Thévenet – Lucia und der Sex (Lucía y el sexo)
- José Antonio Bermúdez, Diego Garrido, Pelayo Gutiérrez, Antonio Rodríguez ‘Mármol’ und Nacho Royo-Villanova – Sin noticias de Dios
- David Calleja, Dani Fontrodona und James Muñoz – Juana la Loca

2003
Pelayo Gutiérrez, Gilles Ortion, Alfonso Pino, Patrick Ghislain und Alex F. Capilla – Bedside Stories (El otro lado de la cama)
- José Antonio Bermúdez, Manuel Corrales, Miguel Rejas und Diego Garrido – Sprich mit ihr (Hable con ella)
- Carles Cases, Dani Fontrodona, Salva Mayolas und Marc Orts – Darkness
- Luis De Veciana, Licio Marcos de Oliveira und Alfonso Pino – La caja 507

2004
Eva Valiño, Pelayo Gutiérrez und Alfonso Pino – Öffne meine Augen (Te doy mis ojos)
- Nacho Royo-Villanova, Alfonso Pino und Licio Marcos de Oliveira – La vida mancha
- Sílvio Darrin, Carlos Garrido und Alicia Saavedra – A Selva
- Iván Mayoral, Agustín Peinado und Carlos Garrido – Más de mil cámaras velan por tu seguridad

2005
Ricardo Steinberg, Alfonso Raposo, Juan Ferro und María Steinberg – Das Meer in mir (Mar adentro)
- Sergio Bürmann, Jaime Fernández und Carlos Schmukler – Ein ferpektes Verbrechen (Crimen ferpecto)
- Pierre Lorrain, Jaime Fernández und Polo Aledo – Incautos
- Antonio Rodríguez ‘Mármol’, Patrick Ghislain und Nacho Royo-Villanova – Isi / Disi

2006
Carlos Bonmatí, Alfonso Pino und Pelayo Gutiérrez – Obaba
- Eladio Reguero und David Calleja – Los nombres de Alicia
- Miguel Rejas und José Antonio Bermúdez – Ninette
- Miguel Rejas, Alfonso Raposo und Polo Aledo – Princesas

2007
Miguel Ángel Polo und Martín Hernández – Pans Labyrinth (El laberinto del fauno)
- Pierre Gamet, Dominique Hennequin und Patrice Grisolet – Alatriste
- Miguel Rejas, José Antonio Bermúdez, Manolo Laguna und Diego Garrido – Volver – Zurückkehren (Volver)
- Alastair Widgery, David Calleja und James Muñoz – Salvador – Kampf um die Freiheit (Salvador)

2008
Xavier Mas, Marc Orts und Oriol Tarragó – Das Waisenhaus (El orfanato)
- Carlos Bonmatí, Alfonso Pino und Carlos Faruolo – Las 13 rosas
- Iván Marín, José Antonio Bermúdez und Polo Aledo – Siete mesas de billar francés
- Licio Marcos de Oliveira und Bernat Aragonés – Tuya siempre

2009
Jorge Marín, Maite Rivera und Daniel de Zayas – Tres días
- Pierre Gamet, Christophe Vingtrinier und Patrice Grisolet – Las Bandidas – Kann Rache schön sein! (Solo quiero caminar)
- Ricardo Steinberg, María Steinberg und Alfonso Raposo – Los girasoles ciegos
- Miguel Rejas und José Antonio Bermúdez – Sangre de mayo

## 2010er Jahre
2010
Sergio Bürmann, Jaime Fernández und Carlos Faruolo – Zelle 211 – Der Knastaufstand (Celda 211)
- Aitor Berenguer, Marc Orts und Fabiola Ordoyo – Eine Karte der Klänge von Tokio (Map of the Sounds of Tokyo)
- Pierre Gamet, Nacho Royo-Villanova und Pelayo Gutiérrez – El baile de la Victoria
- Peter Glossop und Glenn Freemantle – Agora – Die Säulen des Himmels (Agora)

2011
James Muñoz, Urko Garai und Marc Orts – Buried – Lebend begraben (Buried)
- Emilio Cortés, Pelayo Gutiérrez und Nacho Royo-Villanova – Und dann der Regen (También la lluvia)
- Dani Fontrodona, Ricard Casals und Fernando Novillo – Pa negre
- Carlos Schmukler und Diego Garrido – Mad Circus – Eine Ballade von Liebe und Tod (Balada triste de trompeta)

2012
Nacho Royo-Villanova und Licio Marcos de Oliveira – No habrá paz para los malvados
- Iván Marín, Marc Orts und Pelayo Gutiérrez – Die Haut, in der ich wohne (La piel que habito)
- Fabiola Ordoyo, Dani Fontrodona und Marc Orts – Blackthorn
- Marc Orts, Jordi Rossinyol Colomer und Oriol Tarragó – Eva

2013
Peter Glossop, Marc Orts und Oriol Tarragó – The Impossible (Lo imposible)
- Sergio Bürmann, Nicolás de Poulpiquet und James Muñoz – Invader (Invasor)
- Pierre Gamet, Nacho Royo-Villanova und Eduardo Castro – Das Mädchen und der Künstler (El artista y la modelo)
- Daniel de Zayas, Nacho Royo-Villanova und Pelayo Gutiérrez – Kings of the City (Grupo 7)

2014
Charly Schmukler und Nicolás de Poulpiquet – Die Hexen von Zugarramurdi (Las brujas de Zugarramurdi)
- Aitor Berenguer, Jaime Fernández und Nacho Arenas – La herida
- Carlos Faruolo und Jaime Fernández – La gran familia española
- Eva Valiño, Nacho Royo-Villanova und Pelayo Gutiérrez – Caníbal

2015
Sergio Bürmann, Marc Orts und Oriol Tarragó – El Niño – Jagd vor Gibraltar (El Niño)
- Gabriel Gutiérrez und Nicolás de Poulpiquet – Automata (Autómata)
- Nicolás de Poulpiquet und James Muñoz – Clever & Smart – In geheimer Mission (Mortadelo y Filemón contra Jimmy el Cachondo)
- Daniel de Zayas, Nacho Royo-Villanova und Pelayo Gutiérrez – La isla mínima – Mörderland (La isla mínima)

2016
David Machado, Jaime Fernández und Nacho Arenas – Anrufer unbekannt (El desconocido)
- Clemens Grulich, César Molina und Nacho Arenas – La novia
- Marc Orts, Oriol Tarragó und Sergio Bürmann – Anacleto: Agente secreto
- David Rodríguez, Nicolás de Poulpiquet und Sergio Bürmann – My Big Night (Mi gran noche)

2017
Peter Glossop, Marc Orts und Oriol Tarragó – Sieben Minuten nach Mitternacht (A Monster Calls)
- Eduardo Esquide, Juan Ferro und Nicolas de Poulpiquet – 1898. Los últimos de Filipinas
- José A. Manovel, César Molina und Daniel de Zayas – Paesa – Der Mann mit den tausend Gesichtern (El hombre de las mil caras)
- Sergio Testón und Nacho Royo-Villanova – Ozzy – Ein Held auf vier Pfoten (Ozzy)

2018
Aitor Berenguer, Gabriel Gutiérrez und Nicolas de Poulpiquet – Verónica – Spiel mit dem Teufel (Verònica)
- Sergio Bürmann, Nicolas de Poulpiquet und David Rodríguez – El Bar – Frühstück mit Leiche (El bar)
- Iñaki Díez und Xanti Salvador – Handia
- Pelayo Gutiérrez, Alberto Ovejero und Daniel de Zayas – El Autor (El autor)

2019
Roberto Fernández und Alfonso Raposo – Macht des Geldes (El reino)
- Eduardo Castro, Daniel de Zayas und Mario González – Quién te cantará
- Arman Ciudad, Alfonso Raposo und Charly Schmukler – Wir sind Champions (Campeones)
- Pelayo Gutiérrez, Alberto Ovejero und Eva Valiño – Yuli

## 2020er Jahre
2020
Alazne Ameztoy, Iñaki Díez, Nacho Royo-Villanova und Xanti Salvador – Der endlose Graben (La trinchera infinita)
- Aitor Berenguer und Gabriel Gutiérrez – Mientras dure la guerra
- Sergio Bürmann, Pelayo Gutiérrez und Marc Orts – Leid und Herrlichkeit (Dolor y gloria)
- Gabriel Gutiérrez, David Machado und Yasmina Praderas – Auge um Auge (Quien a hierro mata)

2021
Nicolas de Poulpiquet, Eduardo Esquide, Juan Ferro und Jamaica Ruíz – Adú
- Leandro de Loredo, Urko Garai, Frédéric Hamelin und Josefina Rodriguez – Tanz der Unschuldigen (Akelarre)
- Mar González, Francesco Lucarelli und Nacho Royo-Villanova – El plan
- Coque F. Lahera, Nacho Royo-Villanova und Sergio Testón – Black Beach

2022
Marc Bech, Daniel Fontrodona, Marc Orts und Oriol Tarragó – Tres
- Alazne Ameztoy, Juan Ferro und Candela Palencia – Maixabel – Eine Geschichte von Liebe, Zorn und Hoffnung (Maixabel)
- Valeria Arcieri, Pelayo Gutiérrez und Iván Marín – Der perfekte Chef (El buen patrón)
- Sergio Bürmann, Laia Casanovas und Marc Orts – Parallele Mütter (Madres paralelas)

2023
Aitor Berenguer, Fabiola Ordoyo und Yasmina Praderas – As bestas
- Valeria Arcieri, Daniel de Zayas, Pelayo Gutiérrez und Miguel Huete – Modelo 77
- Alejandro Castillo, Eva Valiño und Thomas Giorgi – Alcarràs – Die letzte Ernte (Alcarràs)
- Alejandro Castillo, Marc Orts, Eva Valiño und Amanda Villavieja – Frieden, Liebe und Death Metal (Un año, una noche)
- Eva de la Fuente López, Roberto Fernández und Asier González – Cinco lobitos

2024
Jorge Adrados, Oriol Tarragó und Marc Orts – Die Schneegesellschaft (La sociedad de la nieve)
- Tamara Arévalo, Fabiola Ordoyo und Yasmina Praderas – Campeonex
- Iván Marín, Juan Ferro und Candela Palencia – Cerrar los ojos
- Xavi Mas, Eduardo Castro und Yasmina Praderas – Saben aquell
- Eva Valiño, Koldo Corella und Xanti Salvador – 20.000 Arten von Bienen (20.000 especies de abejas)

2025
Diana Sagrista, Alejandro Castillo, Antonin Dalmasso und Eva Valiño – Segundo premio
- Mayte Cabrera, Fabio Huete, Jorge Castillo Ballesteros und Miriam Lisón – La infiltrada
- Marc Orts, Sergio Bürmann und Anna Harrington – The Room Next Door
- Nicolas de Poulpiquet, Mayte Cabrera, Victor R. Puertas, Joaquín Rajadel und Amanda Villavieja – La estrella azul
- Nacho Royo-Villanova, Coque F. Lahera und Álex F. Capilla – Die rote Jungfrau (La virgen roja)